# Александр (внук Селевка I)
Александр (III век до н. э.) — малоазийский аристократ; возможно, представитель династии Селевкидов.

## Биография

### Происхождение
Отцом Александра был Ахей Старший, человек неизвестного происхождения. По одной из версий, он мог быть сыном царя Селевка I Никатора. Отец Александра владел поместьями в Анатолии и был связан родственными узами с правящим домом государства Селевкидов. Помимо Александра у Ахея был сын Андромах, а также две дочери: Антиохида и Лаодика I, жена Антиоха II Теоса.

### Карьера
При своем тесте Антиохе I Сотере Александр занимал пост наместника Карии. Во время правления Антиоха II Александр обладал большим влиянием в Анатолии.
В 240 году до н. э. Александр в качестве сатрапа Лидии правил от имени своего племянника Селевка II Каллиника. В борьбе Селевка и его брата Антиоха Гиеракса Александр поддержал последнего и был вынужден защищать Сарды от атак воинов Каллиника.
После окончания этой войны об Александре ничего не известно. Его тёзкой являлся внучатый племянник Селевк III Керавн, изменивший своё имя после восхождения на престол в 225 году до н. э.